# Tidskrift för genusvetenskap
Tidskrift för genusvetenskap, tidigare Kvinnovetenskaplig tidskrift, är en svensk vetenskaplig tidskrift grundad 1980 i Lund, inriktad på genusvetenskaplig forskning.
Tidskriften är Nordens största referee-granskade vetenskapliga tidskrift för tvärvetenskaplig genusforskning. 
Redaktionen roterar mellan olika lärosäten var fjärde år.